# Orde de la Corona de l'Índia
L'Orde de la Corona de l'Índia (anglés:Order of the Crown of India) era un orde de cavalleria de l'imperi Britànic, creat per la Reina Victòria I el 1878, quan va esdevenir Emperadriu de l'Índia, i es va abandonar després de la independència de l'Índia el 1947.
L'Orde només estava limitada a les princeses britàniques, esposes o parentes dels Prínceps indis, així com esposes o parentes dels que tinguessin el càrrec de:
- Virrei de l'Índia
- Governador General de l'Índia
- Governador de Madràs
- Governador de Bombai
- Governador de Bengala
- Secretari d'Estat per l'Índia
- Comandant en Cap de l'Índia

Les membres de l'Orde, anomenades "Companyes" podien emprar el post-nominal "CI", però no adquirien cap precedència especial ni cap mena d'estatus. Només estaven autoritzades a lluir la insígnia de l'Orde.
La Reina Elisabet II (llavors Princesa Elisabet) i la seva germana la Princesa Margarida van ser nomenades a l'orde pel seu pare el rei Jordi VI al juny de 1947. La Reina Elisabet II és la darrera membre supervivent de l'orde.

## Disseny
El monograma imperial de la Reina Victòria, VRI (Victoria Regina Imperatrix), amb les lletres en diamants, perles i turqueses, envoltades de perles amb una Corona Imperial al damunt.
La insígnia es lluïa penjant d'un llaç blau cel, amb les vores en blanc, sobre l'espatlla esquerra.